# Lichess
Lichess（リーチェス）は、オープンソースのインターネットチェスサーバ、チェス対局サイトである。ユーザーは匿名でチェスをプレイできるが、アカウント登録を行うことで、個人のレートに応じた対局マッチングを利用することもできるアカウントを登録したユーザーは全機能を無料で利用できる。近年、Japanese Chessつまり将棋版のサービス「Lishogi　(Li将棋)」が始まった。

## 概要
LichessはThibault Duplessisというフランス人プログラマによって設立された。Lichessを実行するソフトウェアと設計は、AGPLライセンスによって管理されている。

## 機能
Lichessでは、チェスの基本ルールの学習メニュー、タクティクス問題、チェスの座標クイズ、チェスの動画集、オープニング検索機能、自己研究、棋譜解析などのトレーニング機能が提供されている。また、チェスのコーチがユーザーに自分のサービスを宣伝できるセクションもある。目隠しチェスの機能を含め、以下の変則チェスの機能が提供されている。
- Antichess（ルージング・チェス）
- Atomic chess
- Chess960
- Crazyhouse
- Horde（Dunsany's chess（英語版）の変則）
- King of the Hill（チェックメイトに加え、中央のマス（d4,d5,e4,e5）に自分のキングを移動させたものが勝ちとなる。
- Racing Kings
- Three-check chess

これらの機能はブラウザ版だけでなく、iOSやAndroidのアプリ版でも利用可能である。

### Lichess内で使えるショートカットキー
Z： 集中モードON/OFF
L： 解析ON/OFF
X： 狙いを表示
E: データベースON/OFF
N/P: 次の章/前の章に移動
G: 解説記号を入れる
D: コメントを入れる
F: 盤の上下反転
J/K: 一手進める/一手戻す
A: 最善手を表示ON/OFF
1~6: 解説記号の好手~疑問手までが割り振られてる
0:開始局面に戻す
shift+右クリック/ドラック：赤丸/赤矢印の生成
shift+Alt+右クリック/ドラック：黄丸/黄矢印の生成
Alt+右クリック/ドラック：青丸/青矢印の生成